# Junts pel Sí
Junts pel Sí (în română: „Împreună pentru Da”) a fost o coaliție electorală care funcționa în Guvernul Cataloniei cu scopul de a face Catalonia independentă de Spania. Condusă de Carles Puidgemont, era alcătuită din cinci partide politice: Conferința Democratică a Cataloniei (CDC), Stânga Republicană a Cataloniei (SRC), Democrații Catalani (DC), Mișcarea Stângii (MS) și Raliul Independenței (RI). 
Coaliția a fost formată pentru a candida în alegerile regionale din Catalonia ale anului 2015, și a guvernat Catalonia timp de 2-3 ani. Deși legal desființată în 2018, ea se destrămase încă din 2017. După aceea, coaliția s-a despărțit în două coaliții mai mici: „Împreună pentru Catalonia” (CDC+RI+DC) și SRC-MS (SRC+MS).